# Eric I di Danimarca
Eric I di Danimarca, detto Eric il Semprebuono (Slangerup, 1055 – Pafo, 10 luglio 1103), fu re di Danimarca dopo il fratello Olaf I nel 1095.
Era figlio del re Sweyn Estridson e di sua moglie Gunhild Svendsdatter.

## Biografia
Nacque nella città di Slangerup nel nord della Selandia. Durante il regno del suo fratellastro Canuto IV di Danimarca fu un ardente sostenitore del re e fu risparmiato durante la ribellione contro lo stesso; visse in esilio fino al cambiamento del favore pubblico grazie al quale fu eletto re.
I cronisti medievali (ad esempio Saxo Grammaticus) e i miti lo dipingono come una "persona vigorosa" che si appellava alla gente comune, un uomo volgare, al quale piacevano le feste e che conduceva una vita privata piuttosto dissoluta. Sebbene fosse un presunto sostenitore di un potere reale forte, sembra che si sia comportato come un diplomatico evitando qualsiasi scontro con gli agricoltori.
Durante una visita al Papa a Roma, ottenne la canonizzazione per Canuto e un arcivescovato in Danimarca (ora Lund in Scania), affrancandosi da quello di Amburgo-Brema.
Morì a Paphos (Cipro) durante un pellegrinaggio a Gerusalemme come primo re dopo che la città era stata conquistata durante la Prima Crociata.

## Matrimonio e discendenza
Eric sposò Boedil Thurgotsdatter dalla quale ebbe un solo figlio:
- Canuto Lavard (1096 – 1131), fu un principe danese cavalleresco e popolare. Fu ucciso il 7 gennaio 1131 dal cugino Magnus[1] il quale vedeva Canuto come un probabile contendente al trono. La morte di Canuto Lavard avvenne qualche giorno prima della nascita del figlio, Valdemaro, il quale divenne re di Danimarca, regnando dal 1157 al 1182; fu proclamato santo da papa Alessandro III nel 1169;

Egli ebbe tuttavia altri figli naturali da amanti il cui nome non è noto:
- Harald Kesja (1080 – 1135), sposò Ragnhild Magnusdotter, figlia di Magnus III di Norvegia; morì decapitato con sei dei suoi quindici figli dopo essere stato sconfitto nel 1314 a Fotevik;
- Ragnhild, sposa di Haakon Sunnivasson e madre di Eric III, detto l'Agnello;
- Eric (1090 – 1137), fu re di Danimarca con il nome di Eric II, detto Emune (cioè "memorabile");
- Benedetto.

## Ascendenza
|                       |   |                      | Genitori              |  |  | Nonni |  |  | Bisnonni            |  |  | Trisnonni |  |
|                       |   |                      |                       |  |  |       |  |  | Thorgils Sprakalägg |  |  | …         |  |
|                       |   |                      |                       |  |  |       |  |  | Thorgils Sprakalägg |  |  | …         |  |
|                       |   | …                    |                       |  |  |       |  |  | Thorgils Sprakalägg |  |  |           |  |
| Ulf Thorgilsson       |   |                      |                       |  |  |       |  |  | Thorgils Sprakalägg |  |  |           |  |
|                       |   | …                    | …                     |  |  |       |  |  |                     |  |  |           |  |
|                       |   | …                    | …                     |  |  |       |  |  |                     |  |  |           |  |
|                       |   | …                    | …                     |  |  |       |  |  |                     |  |  |           |  |
| Sweyn II di Danimarca |   | …                    |                       |  |  |       |  |  |                     |  |  |           |  |
|                       |   | Sweyn I di Danimarca | Aroldo I di Danimarca |  |  |       |  |  |                     |  |  |           |  |
|                       |   | Sweyn I di Danimarca | Aroldo I di Danimarca |  |  |       |  |  |                     |  |  |           |  |
|                       |   | Sweyn I di Danimarca | Tova degli Obodriti   |  |  |       |  |  |                     |  |  |           |  |
| Estrid Svendsdatter   |   | Sweyn I di Danimarca |                       |  |  |       |  |  |                     |  |  |           |  |
|                       |   | Gunhildr di Venedia  | …                     |  |  |       |  |  |                     |  |  |           |  |
|                       |   | Gunhildr di Venedia  | …                     |  |  |       |  |  |                     |  |  |           |  |
|                       |   | Gunhildr di Venedia  | …                     |  |  |       |  |  |                     |  |  |           |  |
| Eric I di Danimarca   |   | Gunhildr di Venedia  |                       |  |  |       |  |  |                     |  |  |           |  |
|                       | … | …                    |                       |  |  |       |  |  |                     |  |  |           |  |
|                       | … | …                    |                       |  |  |       |  |  |                     |  |  |           |  |
|                       | … | …                    |                       |  |  |       |  |  |                     |  |  |           |  |
| …                     | … |                      |                       |  |  |       |  |  |                     |  |  |           |  |
|                       |   | …                    | …                     |  |  |       |  |  |                     |  |  |           |  |
|                       |   | …                    | …                     |  |  |       |  |  |                     |  |  |           |  |
|                       |   | …                    | …                     |  |  |       |  |  |                     |  |  |           |  |
| Gunhild Svensdatter   |   | …                    |                       |  |  |       |  |  |                     |  |  |           |  |
|                       |   | …                    | …                     |  |  |       |  |  |                     |  |  |           |  |
|                       |   | …                    | …                     |  |  |       |  |  |                     |  |  |           |  |
|                       |   | …                    | …                     |  |  |       |  |  |                     |  |  |           |  |
| …                     |   | …                    |                       |  |  |       |  |  |                     |  |  |           |  |
|                       |   | …                    | …                     |  |  |       |  |  |                     |  |  |           |  |
|                       |   | …                    | …                     |  |  |       |  |  |                     |  |  |           |  |
|                       |   | …                    | …                     |  |  |       |  |  |                     |  |  |           |  |
|                       |   | …                    |                       |  |  |       |  |  |                     |  |  |           |  |